# Félix Benoît
Ne doit pas être confondu avec Félix Benoist.
 (février 2016).
Si vous disposez d'ouvrages ou d'articles de référence ou si vous connaissez des sites web de qualité traitant du thème abordé ici, merci de compléter l'article en donnant les références utiles à sa vérifiabilité et en les liant à la section « Notes et références ».
Félix Benoît, né à Lyon le 4 septembre 1917, mort le 17 novembre 1995 à Bron, est un historien français, officier de l'instruction publique.

## Biographie
Félix Benoît écrivit de nombreux ouvrages sur l’histoire lyonnaise. Bon vivant et personnalité haute en couleur, il a fondé la République de l’Île Barbe (dont il se proclama gouverneur) et l’Institut des sciences clavologiques (Lyon 5e). 
Il est le père de Bruno Benoit, professeur agrégé d'histoire à l’Institut d'études politiques de Lyon et lui aussi historien de la capitale des Gaules.
Félix Benoît a aussi créé le Grand collège de Pataphysique lorsqu'il se proclama gouverneur de l'Île Barbe en 1977. Il a créé l'ordre du clou, situé au no 16 rue du Bœuf à Lyon (Institut des sciences clavologiques) en 1950.
Cette association réunit des amateurs d'humour lyonnais qui pratiquent la 'Pataphysique. Les membres du clou se réunissent dans une cave du Vieux-Lyon Un des membres de cet ordre est son ami le poète Tristan Maya.

## Publications
(liste non exhaustive)
- Dico illustré des gones
- Notre sagesse lyonnaise
- Proverbes et aphorismes de Lyon et sa région
- Lyon secret
- Beautés de Lyon et du Beaujolais
- L'épuration à travers les âges, préface d'Edmond Locard, Éd. Archat
- Hérésies, diableries et sorcelleries à Lyon et alentours, avec Bruno Benoit

Ouvrage (à travers l'Égypte) collection picard bibliothèque d'éducation récréative